# 教養・技能教授業
教養・技能教授業 （きょうようぎのうきょうじゅぎょう）とは、産業分類の大分類０教育、学習支援業の中分類７７－その他の教育、学習支援業において示される分類区分。分類番号は774。
その他の教育、学習支援業のうち、当該事業所が専修学校のもの、各種学校一覧にあるような各種学校のものは学校の区分に該当するので、この分類区分である教養・技能教授業には含まれない。一般に稽古事、習い事などを行っている教室と呼ばれる事業所が該当する。
料理に関する教養、技能、技術などを教授する事業所である料理教室は教養・技能教授業に分類されるが、料理学校の体裁を採っている事業所・教授所で専修学校や各種学校でないものは、他に分類されない教育、学習支援業に分類されている。
同様に専修学校や各種学校でないものでもタイピスト学校、洋裁学校の体裁を採っているものなど、さらに、歯科衛生士養成所などの養成所、自動車教習所で専修学校や各種学校でないものについても、他に分類されない教育、学習支援業に分類される。

## 内容
内容として以下の事業所区分がある。

### 音楽教授業
- 主として音楽に関する技能・技術を教授する事業所が該当する。ピアノ教授所、バイオリン教授所、エレクトーン教授所、ギター教授所、三味線教授所、琴教授所、尺八教授所、声楽教授所、歌謡教室、カラオケ教室、長唄指南所 など

### 書道教授業
- いわゆる書道教室など、主として書道を教授する事業所

### 生花・茶道教授業
- 華道教室、茶道教室といった主として華道や茶道を指南・教授する事業所。フラワーデザイン教室等は別の区分

### そろばん教授業
- 主としてそろばんを教授する事業所 そろばん塾など

### 外国語会話教授業
- 英会話教室、外国語会話教室など主として外国語会話を教授する事業所

### スポーツ・健康教授業
- 例として、スイミングスクール、ヨガ教室、気功教室、テニス教室、バレーボール教室、エアロビクス教室、リズム教室、体操教室、ゴルフスクール、サーフィン教室、ダイビングスクール 等
- 柔道場、剣道場などで当該武道を教授しているもの

### フィットネスクラブ
フィットネスクラブとなっているスポーツ・健康教授所

### その他の教養・技能教授業
- 上記に分類されない教養、技能、技術などを教授する事業所
- 例として、囲碁教室（「碁会所」自体は別分類）、編物教室、着物教室(着付教室)、料理教室、美術教室(絵画教室)、工芸教室(彫金，陶芸など) 、教養講座、日本舞踊などの舞踏教授所、タップダンスやフラダンス、ジャズダンスといったダンスを教授するダンススクール、フラワーデザイン教室等
- カルチャーセンターなどの、カルチャー教室で総合的なものも該当
- 家庭教師はすべて その他の教養・技能教授業 に分類